# Meade Instruments
Pour les articles homonymes, voir Meade.
Meade Instruments est une entreprise de téléscopes et lunettes astronomiques fondée en 1972 par John Diebel.

## Origines et historique

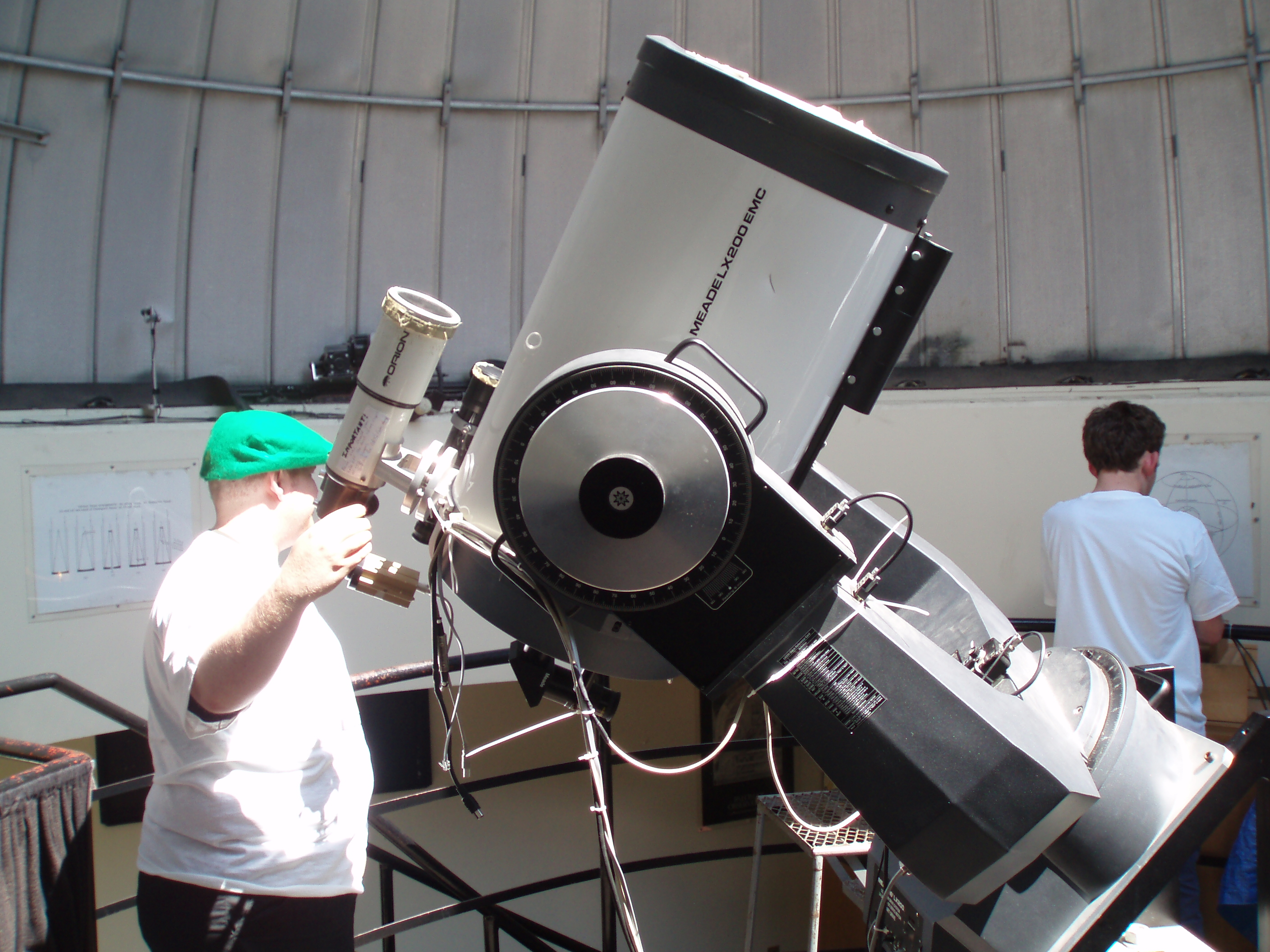
A 16" (40.64 cm) Meade LX200 à l'observatoire de l'Université de New York.

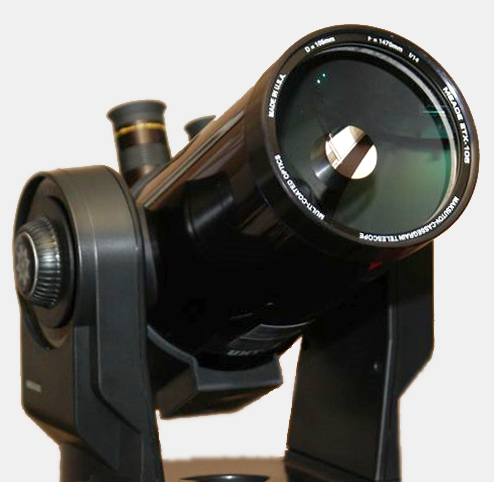
Le telescope Meade "ETX" series Maksutov-Cassegrain telescope (ouverture de 105 mm).

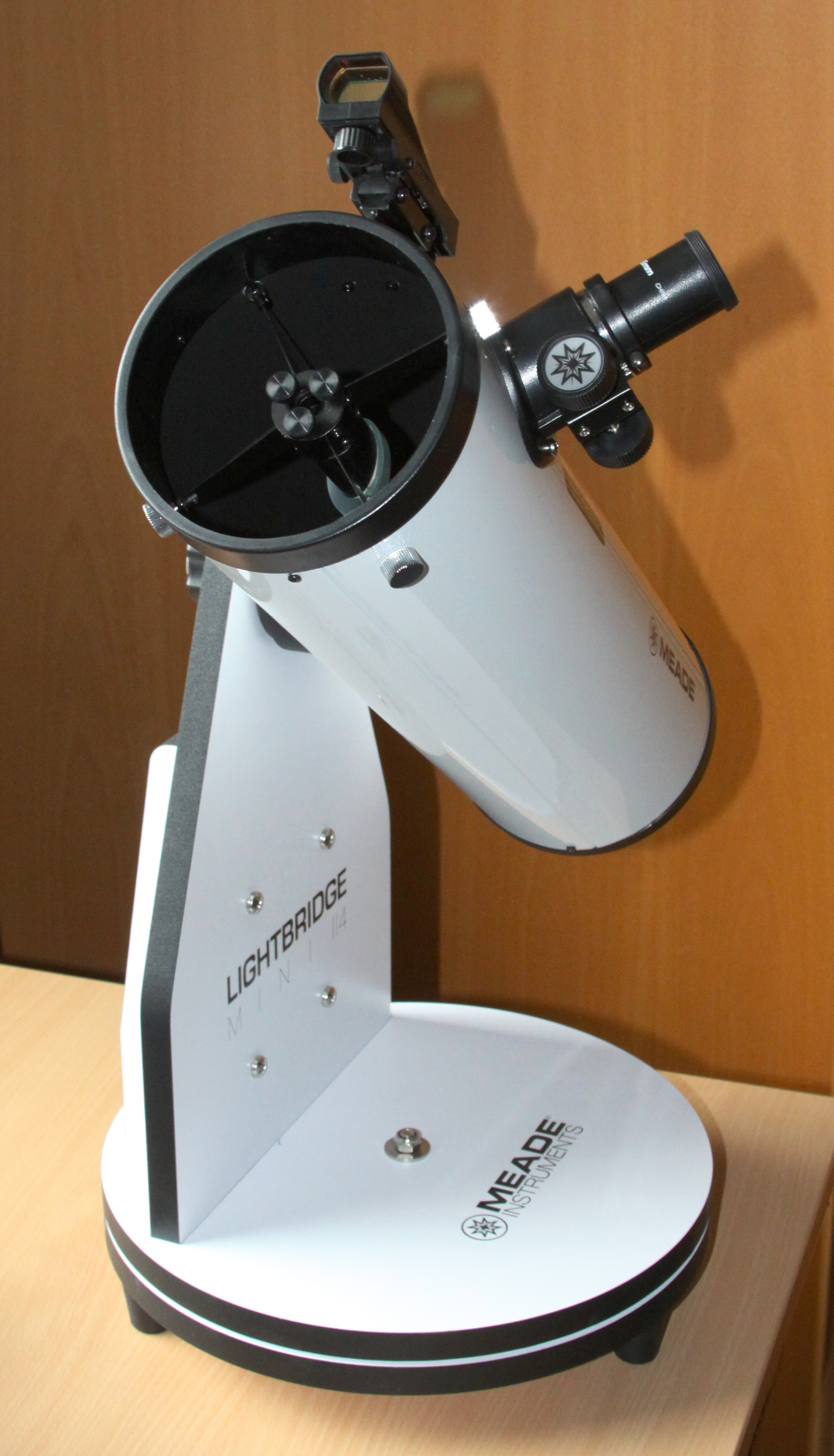
4.5″ LightBridge Mini 114 Dobsonian

L'entreprise faisait d'abord de la vente par correspondance de petites lunettes astronomiques et des télescopes fabriqués au Japon par Towa optique Manufacturing Company. Meade a commencé à fabriquer sa propre ligne de produits en 1976, en introduisant des télescopes de 6" et 8" en 1977. En 1980, la société se lance sur le marché des télescopes Schmidt-Cassegrain, marché qui avait été dominé jusqu'à ce moment par Celestron Corporation. Meade a une longue histoire d'un litige avec d'autres entreprises en matière de contrefaçon de leurs brevets, en particulier avec son rival Celestron. En août 2008, Meade a modifié sa ligne de télescopes Schmidt-Cassegrain avec des changements sur les surfaces optiques avec un concept qu'ils appellent "l'optique Advanced Coma-Free" (ACF Optique).
En 2013 la société est fusionnée avec Sunny Optics une filiale de Ningbo Sunny Electronic (groupe Chinois) et le titre est retiré de cotation NASDAQ.